# Cranford
Pour les articles homonymes, voir Cranford.
Cranford est le deuxième roman de la femme de lettres anglaise Elizabeth Gaskell, publié en feuilleton en 1851 dans le magazine de Charles Dickens Household Words, et le plus connu de ses romans, du moins dans les pays anglo-saxons. Cranford est la transposition de Knutsford, une bourgade du Nord-Ouest de l'Angleterre, au cœur du Cheshire, où Elizabeth Cleghorn Stevenson passa une grande partie de son enfance avant d'épouser William Gaskell et d'aller vivre à Manchester. Avec une drôlerie et une ironie qui ne sont pas sans rappeler celles de Jane Austen, la narratrice, Mary Smith, de chapitre en chapitre, détaille les mille petits riens qui font sa vie quotidienne et celle de ses amies, les deux vieilles filles Miss Matty et Miss Deborath Jenkyns, au milieu d'une galerie de portraits, féminins pour la plupart, car « la ville est aux mains des Amazones », fustigeant au passage le snobisme, la mesquinerie, la vanité, l'hypocrisie et les fausses valeurs.

## Parution
La première chronique de Cranford, qui correspond aux deux premiers chapitres de la version imprimée, (Notre société" et Le capitaine) parait dans le numéro du 13 décembre 1851 de Household Words, sous le titre Our Society at Cranford. Huit autres épisodes suivront, de façon irrégulière : trois en 1852 et cinq entre janvier et mai 1853. Pour l'édition en librairie Elizabeth Gaskell reprend les épisodes et les réorganise en seize chapitres de longueur inégale.
Les éditions anglaises et américaines sont nombreuses. Une première édition illustrée par George du Maurier parait en 1864. Elle joue un rôle certain dans la transformation du statut de Cranford, lui permettant de ne pas être considéré comme une simple succession de chroniques sociales, mais comme un véritable roman, avec une structure et une cohérence interne. Au tournant du siècle un certain nombre d'éditions illustrées apparaissent, à la suite de celle illustrée par Hugh Thomson en 1891. Moins réalistes, elles participent à la création de l'Englishness et à la nostalgie d'une Angleterre rurale plus ou moins mythique.
Une première traduction française, par Jeanne Bourret, paraît en 1940. En 2009, Béatrice Vierne publie une nouvelle traduction, aux Éditions de l'Herne. Sous le titre Les Dames de Cranford, une troisième traduction, signée par Pierre Goubert, est publiée en 2016 dans la collection Biblio du Livre de poche (BNF 44487005). 

## Postérité du roman

### En bibliophilie
Une édition enrichie d'illustrations de Berthold Mahn a été publiée par le Club du Bibliophile de France en 1960.

### Au théâtre
Les mises en scène de Cranford sont extrêmement nombreuses à partir de 1899, tant aux États-Unis qu'au Royaume-Uni, puis prennent le relais, d'abord la radio (NBC, New-York, du 8 au 15 mars 1946), ensuite la télévision. Il existe même une comédie musicale montée au London Theater Workshop en 1975.

### À la télévision
En 1951, BBC TV présente une émission en direct de 110 min ; en 1972, une mini-série en 4 épisodes de 45 min ; en 1975 une version musicale est donnée sur Thames Television.
Après Wives and Daughters en 1999, c'est au tour de Cranford de faire l'objet en 2007 d'une série en 5 épisodes de 60 min, sur un scénario de Heidi Thomas, produite par Sue Birtwistle et Susie Conklin,  avec Judi Dench dans le rôle de Miss Matty. Ces deux adaptations subissent l'influence des adaptations des romans de Jane Austen, fort nombreuses depuis 1995, et du style bustle and bonnet (tournures et chapeaux) de ces adaptations. Le succès est tel qu'il encourage le tournage d'une suite  : Return at Cranford, deux épisodes « cadeaux de Noël » diffusés les 20 et 27 décembre 2009.